# Ordine di grandezza
Un ordine di grandezza è la classe di scala o grandezza di una quantità, dove ogni classe contiene valori aventi un rapporto fisso rispetto a quelli della classe precedente. I rapporti usati più frequentemente sono 1000, 10, 2, 1024 o {\displaystyle e\;} (il numero di Eulero, un numero trascendente uguale a circa 2,71828182846) che è usato come base per i logaritmi naturali.

## Descrizione
Di solito, dato il largo uso nella cultura occidentale tecnica e scientifica del sistema di numerazione a base dieci, gli ordini di grandezza si riferiscono a una serie di potenze di dieci; questo articolo tratta la scala decimale.
| Potenze di dieci    | 0,001 | 0,01 | 0,1 | 1 | 10 | 100 | 1 000 | 10 000 |
| Ordine di grandezza | -3    | -2   | -1  | 0 | 1  | 2   | 3     | 4      |

Gli ordini di grandezza si usano in genere per paragonare due quantità in maniera molto approssimativa. Il fatto che due numeri differiscano per un ordine di grandezza significa che uno è circa dieci volte maggiore dell'altro. Se differiscono per due ordini di grandezza, il fattore approssimativo è 100. Due numeri dello stesso ordine di grandezza hanno circa la stessa scala: il valore più piccolo è maggiore di un decimo del valore più grande.
L'ordine di grandezza di un numero è, intuitivamente, il "numero di potenze di 10 contenuto nel numero". Più precisamente, l'ordine di grandezza di un numero può essere definito in termini di logaritmo decimale, o meglio della parte intera del logaritmo. Per esempio, 4.000.000 ha logaritmo 6,602; il suo ordine di grandezza è quindi 6. Da ciò segue che un ordine di grandezza può essere visto come una posizione approssimativa su una scala logaritmica.
La stima dell'ordine di grandezza di una variabile il cui valore preciso è sconosciuto è una stima arrotondata alla potenza di dieci più vicina. Ad esempio, una stima dell'ordine di grandezza per una variabile tra 3 miliardi e 30 miliardi è 10 miliardi. Una stima dell'ordine di grandezza viene talvolta detta approssimazione di ordine zeresimo.
Le pagine nella tabella a destra contengono elenchi di oggetti disposti per ordine di grandezza secondo varie unità di misura. Questo è utile per ottenere un'idea intuitiva della scala comparativa di oggetti familiari. Le unità SI vengono usate assieme ai prefissi SI, che vennero concepiti tenendo presente gli ordini di grandezza.

## Numeri estremamente grandi
Per numeri estremamente grandi, un generico ordine di grandezza può essere basato sul loro doppio logaritmo o sul super-logaritmo. Arrotondando questo all'intero inferiore, si ottiene l'intervallo di numeri tondi in cui è compreso, mentre arrotondandolo all'intero più vicino e applicando la funzione inversa si ottiene il numero tondo più vicino.
(per numero tondo generalmente si intende un numero che termina con uno o più zero (0), cioè un multiplo di 10)
Il primo metodo permette di ottenere la seguente scala
..., 1.023-1.26, 1.26-10, 10-1e10, 1e10-1e100, 1e100-1e1000, etc.
(i primi due valori e la continuazione della scala verso sinistra non sono molto utili a fini pratici, dimostrano solo come la sequenza matematica continui anche a sinistra).
Il secondo permette di ottenere questa scala
numeri negativi, 0-1, 1-10, 10-1e10, 1e10-10^1e10, 10^1e10-10^^4, 10^^4-10^^5, etc.
I "punti medi" che permettono di determinare qual è il numero tondo più vicino sono, nel primo caso:
1.076, 2.071, 1453, 4.20e31, 1.69e316,...
e, nel secondo caso:
-.301, .5, 3.162, 1453, 1e1453, 10^1e1453, 10^^2@1e1453,,,,
Per numeri estremamente piccoli (nel senso di prossimi allo zero) nessuno di questi metodi è adattabile direttamente, ma naturalmente si può considerare il reciproco dell'ordine di magnitudine generalizzato.